# Zogona
Zogona ist ein Stadtteil von Ouagadougou, der Hauptstadt des westafrikanischen Staates Burkina Faso.
Er liegt im Osten der Stadt, gehört zum Secteur 6 und umfasst die zone du bois, ein bei Ausländern beliebtes gehobenes Wohnviertel. In Zogona befindet sich außerdem der Campus der Universität Ouagadougou.